# Allocareproctus tanix
Allocareproctus tanix és una espècie de peix pertanyent a la família dels lipàrids.

## Descripció
- La femella fa 7,76 cm de llargària màxima.[5]

## Hàbitat
És un peix marí i batidemersal que viu entre 104 i 620 m de fondària.

## Distribució geogràfica
Es troba al Pacífic nord: les illes Aleutianes.

## Observacions
És inofensiu per als humans.